# Kopparskugglav
Kopparskugglav (Psilolechia leprosa) är en lavart som beskrevs av Coppins & Purvis. Kopparskugglav ingår i släktet Psilolechia och familjen Pilocarpaceae.  Arten är reproducerande i Sverige. Inga underarter finns listade i Catalogue of Life.